# Louis Derbré
 (décembre 2020).
Louis Derbré né le 16 novembre 1925 à Montenay et mort le 3 août 2011 à Mayenne est un sculpteur français.

## Biographie
(novembre 2020).
- Si vous ne connaissez pas le sujet, laissez ce bandeau (vous pouvez alors contacter les auteurs).
- Si vous supprimez le contenu mis en cause (vous pouvez préalablement contacter les auteurs),

argumentez précisément cette suppression dans la page de discussion
(un manque de référence n'est pas un argument ; une recherche réelle de référence doit avoir été effectuée, être formellement documentée).

### Enfance
Louis, Fernand, Constant Derbré naît en novembre 1925 au lieu-dit la Gandonnière, dans la commune de Montenay (Mayenne). Ses parents, Jean-Marie et Marie, née Cousin, sont cultivateurs. Il fréquente l'école jusqu'à l’âge de 12 ans.

### Carrière
Il reste sur l'exploitation familiale jusqu'en 1944, puis se marie l’année suivante avec Antoinette Cabrol. Leur fille Mireille naît en juillet 1950. Il s'engage comme manœuvre dans une maison d'édition artistique où il rencontre des étudiants des Beaux-Arts[Lesquels ?]. Il travaille ensuite  dans l'atelier du sculpteur Émile Gilioli, où il découvre l'art du polissage.
Sa première œuvre est le portrait d'un jeune peintre hollandais Werschürr, étudiant des Beaux-Arts[Lesquels ?] qui fréquentait la maison d'édition d'art. Il présente cette première œuvre au jury du prix Fénéon en 1951, le prix lui est remis à Paris dans les locaux de la Sorbonne par le poète Louis Aragon. C'est la première marche de son ascension. les critiques écriront que « Derbré a tout compris des  Égyptiens[réf. nécessaire] ». En 1953, il reçoit le prix national de l'École des beaux-arts de Paris.
Avec les 10 000 francs issus du prix Fénéon, Louis Derbré aménage son premier atelier personnel de sculpture, dans la cour de l'immeuble qu'il habite rue Raymond-Losserand à Paris. Il y accueille de nombreux collectionneurs et personnalités de la scène artistique de l'époque, comme Anthony Quinn, Yul Brynner, les Frères Jacques, les Compagnons de la chanson ou Marcel Amont. 
Le musée d'Art moderne de Paris acquiert sa sculpture Le Solitaire en 1954.
Devenu l'assistant du sculpteur Émile Gilioli au début des années 1960, il affirme son art personnel. Il est révélé au grand public lors de l'exposition « Rodin, Maillol, Derbré », organisée en 1962 par la galerie Hervé Odermatt, avenue Matignon à Paris. Lors de cette exposition, dont le catalogue est préfacé par son amie Louise Weiss, Derbré présente La Rencontre et Le Fusillé. Il présente Les Vacances à la biennale d'Anvers et participe à une exposition internationale organisée au musée Rodin à Paris.
Il participe au Salon d'automne, au Salon des indépendants et au Salon de la jeune sculpture.
En 1964, il est à la création de la biennale Formes nouvelles, ainsi qu'au Groupe des Neuf, dirigé par Juliette Darle. Il expose à Montréal en 1967. En 1972, il érige La Terre à Tokyo, place Ikebukuro, dont plusieurs répliques sont visibles dans le Vermont aux États-Unis, dans le quartier de La Défense à Paris, et aussi à la brasserie La Coupole à Paris. Il s'inscrit dans la lignée de maîtres qui plongent leurs racines dans l'Antiquité et qui passent par les grands noms de la sculpture figurative dont François Rude, Auguste Rodin, Aristide  Maillol et Alberto Giacometti. Louis Derbré réalise plusieurs œuvres en taille directe en marbre de Carrare. Une exposition est organisée à la galerie Artcurial à Paris pour présenter cette série : L'Effraie, La Gorge, L'Aile, Le Chat, Les Adolescents…
En 1986, il est nommé membre du jury de l'Association Florence Blumenthal pour la pensée et l'art français.
En 1991, Louis Derbré quitte son atelier d'Arcueil pour Ernée, où il préside durant de nombreuses années l'Exposition d'art régional d'Ernée. Une fonderie d'art est installée dans cette commune, ainsi qu'un lieu de création et d'exposition, l'Espace culturel Louis-Derbré. Il agrémente son jardin de sculptures monumentales, de près de sept hectares, d'un théâtre de plein air qu'il baptise L'Agora, situé face à un étang. Il y crée notamment un ensemble de six sculptures monumentales en bronze, le Mémorial pour la Paix, pour le parc-cimetière d'Oasa, près d'Hiroshima au Japon.
En 1992, la brasserie La Coupole fête ses 70 ans et organise une exposition à cette occasion en présentant les sculptures de Louis Derbré devant la brasserie et à l'intérieur.
Louis Derbré veut rendre l'art accessible à tous et développe l'un des concepts majeurs qui accompagnent sa création : l'art dans la ville. Il répond à de nombreuses commandes qu'il reçoit de la part de communes, en particulier dans le cadre du 1 % artistique pour les établissements publics. C'est à Ernée qu'il concrétise de la façon la plus représentative son projet. Outre l'espace culturel qui porte son nom, il installe L’Épi sur le square des combattants, La Joie sur l'esplanade René-Ballayer, La Maternité place Fernand-Vadis, La Roche esplanade Gérard-Heude et l'espace Agora où figurent, respectivement, La Construction devant le siège de la communauté de communes de l'Ernée, L'Hommage aux Pompiers devant la caserne, Clair de Lune devant l'espace éponyme, Le Baptistère et L'Homme nouveau dans l'église Notre-Dame de L'Assomption, le bas-relief de La Médecine dans le hall de l'hôpital et La Mer pour la corderie Lancelin. 
En 2000, Louis Derbré, choisi par le Comité Vendôme, réunit une trentaine d’œuvres monumentales pour une exposition place Vendôme à Paris. Henri Salvador, qui habitait sur la place, rencontre Louis Derbré qui modèle son portrait en public. 
Louis Derbré meurt le 3 août 2011 à Mayenne. Ses obsèques sont célébrées en l'église d'Ernée. Il est inhumé non loin de la maison où il vécut, dans le cimetière de la chapelle Notre-Dame de Charné. Son épouse est morte en 2016 à 96 ans.

## Postérité
Depuis le décès de Louis Derbré, le Fonds de dotation Espace culturel Louis Derbré est doté, à la suite du don fait par Mireille Derbré, sa fille, d'un ensemble composé du terrain, des bâtiments (atelier et salle d'exposition) et du théâtre l'Agora. Cet ensemble est mis en vente en 2019. Les œuvres sont abritées à la suite d'actes de vandalisme et remises en état par les anciens collaborateurs de Louis Derbré. Selon le souhait de l'artiste, elles doivent profiter au plus grand nombre. Pour répondre à cet objectif, plusieurs projets permettent de répondre à des mises en place successives en différents lieux en France, prêts à accueillir l'œuvre de Louis Derbré.

## Œuvres

### De 1951 à 1970
- Portrait, 1951, localisation inconnue. En 1951, Louis Derbré est primé pour son buste d'un ami, le prix lui est remis par Louis Aragon et est doté d'une somme de 10 000 francs qui vont lui permettre d'investir dans son premier atelier de sculpture à Paris dans la cour d'un immeuble du 14e arrondissement.
- Maimaine, 1950, pierre, 33 cm, localisation inconnue. Ce portrait représente Germaine, voisine des parents de Louis Derbré, à la Mie Fougères, la maison familiale située à Charné. Les modèles de Louis Derbré sont ceux de l'Académie de la Grande-Chaumière qu'il découvre à Paris.
- L'Aube, 1959, chêne, 195 cm, États-Unis, collection particulière[réf. nécessaire].
- Saint Ignace de Loyola, 1960, granit, 33 cm, collection particulière[réf. nécessaire].
- L'Homme nouveau, 1965, résine, 200 cm, Ernée, église Notre-Dame de l'Assomption. Louis Derbré a aussi créé pour cette église un baptistère en cuivre repoussé.
- La Rencontre, 1965, bronze, 185 cm. Ces deux personnages symbolisent l'instant précieux et fugace d'une première rencontre. Laval , parvis de la bibliothèque municipale. Un autre exemplaire est conservé dans une collection particulière[réf. nécessaire].
- La Fille à l'orange, 1965, bronze, 43 cm. Première version d'une sculpture que Louis Derbré reprendra plus tard en l'agrandissant jusqu'à 300 cm pour les versions les plus grandes, en retravaillant une morphologie plus filiforme, à la manière d'un Giacometti. Cette sculpture est née d'un moment où le sculpteur propose une pause à un jeune modèle, rencontrée par hasard. Celle-ci a commencé par prendre et éplucher une orange : l'attitude plaît à l'artiste et le modelage a commencé. Un geste tout simple sublimé par la poésie du sculpteur. Collection  particulière[réf. nécessaire].
- Mireille, 1967, ciment, 35 cm, collection  particulière[réf. nécessaire]. Mireille, fille de Louis Derbré.
- Christ, bronze, 250 cm, Paris, église Saint-Sulpice.

### De 1971 à 1980

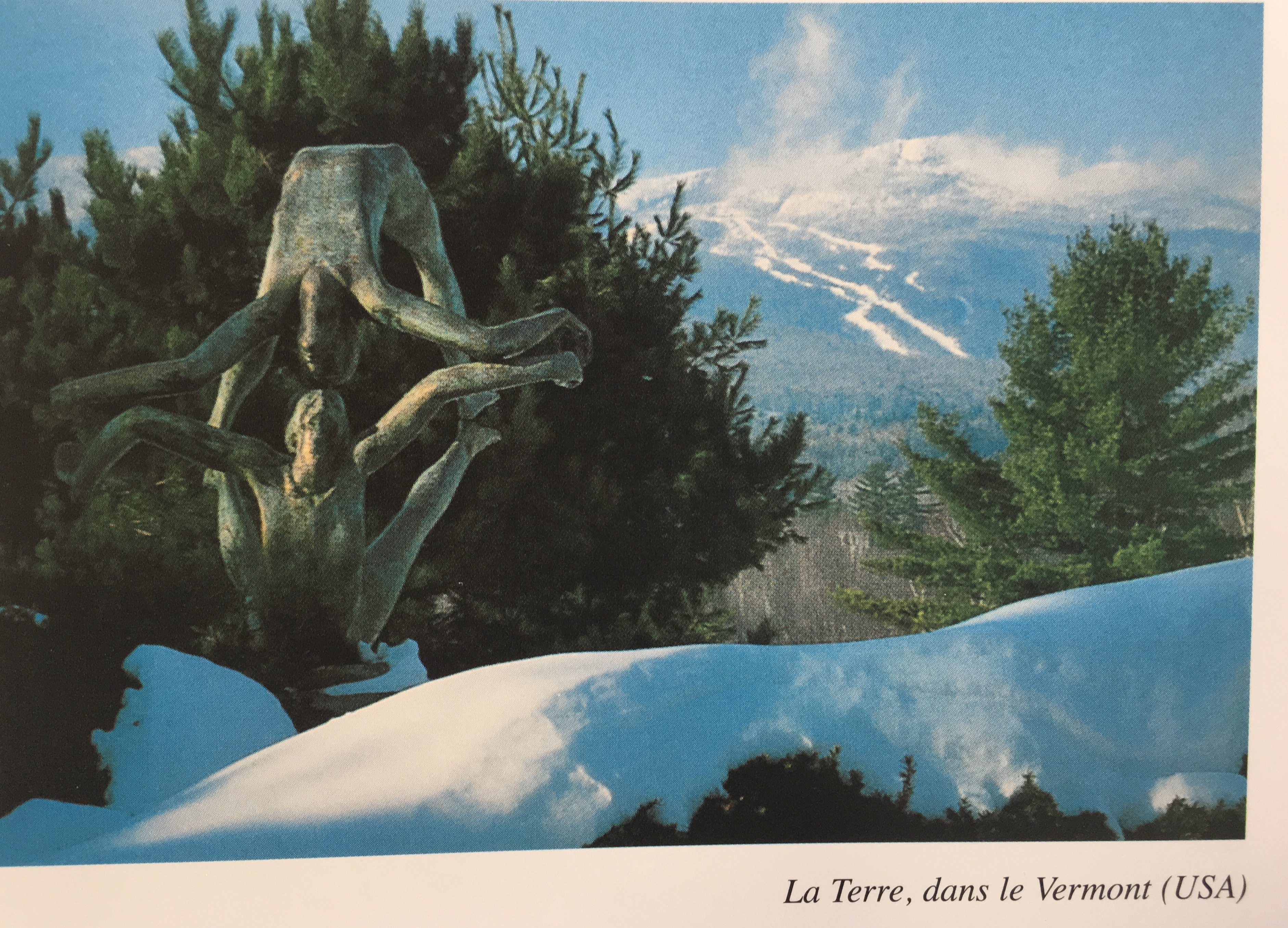
La Terre (1972), bronze, 900 cm, Vermont (États-Unis).

- La Terre, 1972, bronze, 900 cm. Œuvre commandée par le groupe Seibu Railway pour orner la place Ikebukuro à Tokyo. Une réplique en résine de l'œuvre est érigée à Courbevoie sur la place des Reflets dans le quartier de La Défense, une autre est conservée à la brasserie La Coupole à Paris et une troisième est conservée dans le Vermont aux États-Unis.
- La Vague, 1974, bronze poli, 54 cm, localisation inconnue. Cette œuvre est fixée sur un axe qui la fait tourner sur elle-même.
- La Gorge, 1976, bronze poli, 60 cm , collection particulière[réf. nécessaire].
- Portrait de Chebel, 1978, réalisé en hommage au jeune combattant libanais, collection particulière[réf. nécessaire].

### De 1981 à 1994
- L'Aile, 1984, marbre, 305 cm , collection particulière[réf. nécessaire].
- La Méditation, 1984, marbre, 47 cm , collection particulière[réf. nécessaire].
- L'Été, 1985, marbre, 58 cm , collection particulière[réf. nécessaire].
- Le Rhin ou Le Baiser, 1987, bronze, 600 kg, mairie de Sablé-sur-Sarthe.
- L'Âme, 1992, bronze, 160 cm , collection particulière[réf. nécessaire].
- La Visite, 1992, bronze, 230 cm , collection particulière[réf. nécessaire].

### De 1995 à 2011
- Le Mythe, 1995, béton, 17 m. Première sculpture monumentale implantée à Ernée à l'Espace culturel Louis-Derbré. Marquée par l'influence de l'art de l'Égypte antique, l'œuvre de Louis Derbré est un message d'espoir et de fraternité adressé aux hommes des cinq continents.
- La Maternité, 1996, bronze, 450 cm. Répondant à un concours lancé en 1995, Derbré présente un modèle en plâtre de 60 cm qui sera retenu. Le bronze est fondu grâce au financement de différents fabricants de lait infantile et est inauguré[Où ?] en juin 1996 .
- Mémorial pour la paix au Japon , 1997, bronze. Commandé sur concours par la secte Soka Gakkai, ce groupe de six sculptures monumentales — La Construction, La Joie, L'Avenir, La Tolérance, L'Espoir et Le Courage — s'élève au sein du parc-cimetière d'Oasa, près d'Hiroshima.
- La Divinité ou Le Rayonnement de l'imaginaire. Comme une pure vérité, rien n'est vrai dans la dimension de l'œuvre, mais la symétrie de ses proportions est évidente et compose sa grâce. Louis Derbré a réalisé plusieurs versions de cette sculpture à différentes échelles en agrandissant régulièrement les proportions. Localisation inconnue.
- Toulouse-Lautrec. Plusieurs versions existent de cette statue du peintre albigeois : l'une est conservée à Albi, une autre est installée devant la gare de la ville de Betton en 2005, et deux autres sont dans des collections particulières dans l'Indre et en Indre-et-Loire[réf. nécessaire].
- Le Prophète, 2007, bronze, 650 cm. D'un poids de près de quatorze tonnes[5], la réalisation du modèle en plâtre débute en 2005. La sculpture, fondée à Ernée, en Mayenne dans l'atelier du sculpteur, est exposée à la Halle aux blés d'Alençon en 2007, puis en 2008 au Jardin du Luxembourg à Paris pendant un an lors de la 9e édition d'Artsénat,  avant de retourner à Ernée.  Mis à disposition par la Fondation à la municipalité de Deauville (Calvados), pour une durée de 99 ans, la sculpture a été installée, le mardi 5 juillet 2022, dans le parc des Lais de mer sur la promenade reliant Les planches aux Franciscaines[6].

Le sculpteur évoque ainsi son oeuvre :
« Elle dispense une propension à la méditation, un regard intérieur proposé à chacun, sur la portée de l'acte créateur et sa pérennité. »
« Elle est unique au monde, de par sa taille, mais aussi par le sens de son nom, qui traduit un désir d’annoncer une ère nouvelle. C’est la vision d’une porte toujours ouverte sur l’infini »
« Le Prophète n’a ni étiquette ni appartenance religieuse. Sa genèse fait écho à une résonance d’enfant. Chacun verra et interprètera ce prophète à sa manière, de façon libre loin de toute philosophie religieuse »

« La réalisation du visage de ce prophète est un voeu que je portais en moi depuis plus de cinquante ans. J’ai ainsi transposé le gigantisme de la statuaire Egyptienne dans le bronze. Sa genèse est l’aboutissement de ma vie intérieure. Le prophète a un côté révolutionnaire qui dénonce une certaine hypocrisie de notre époque. En même temps, il propose une forme de sagesse que j’adopte. Chacun verra et interprètera ce prophète à sa manière, de façon libre loin de toute philosophie religieuse ».

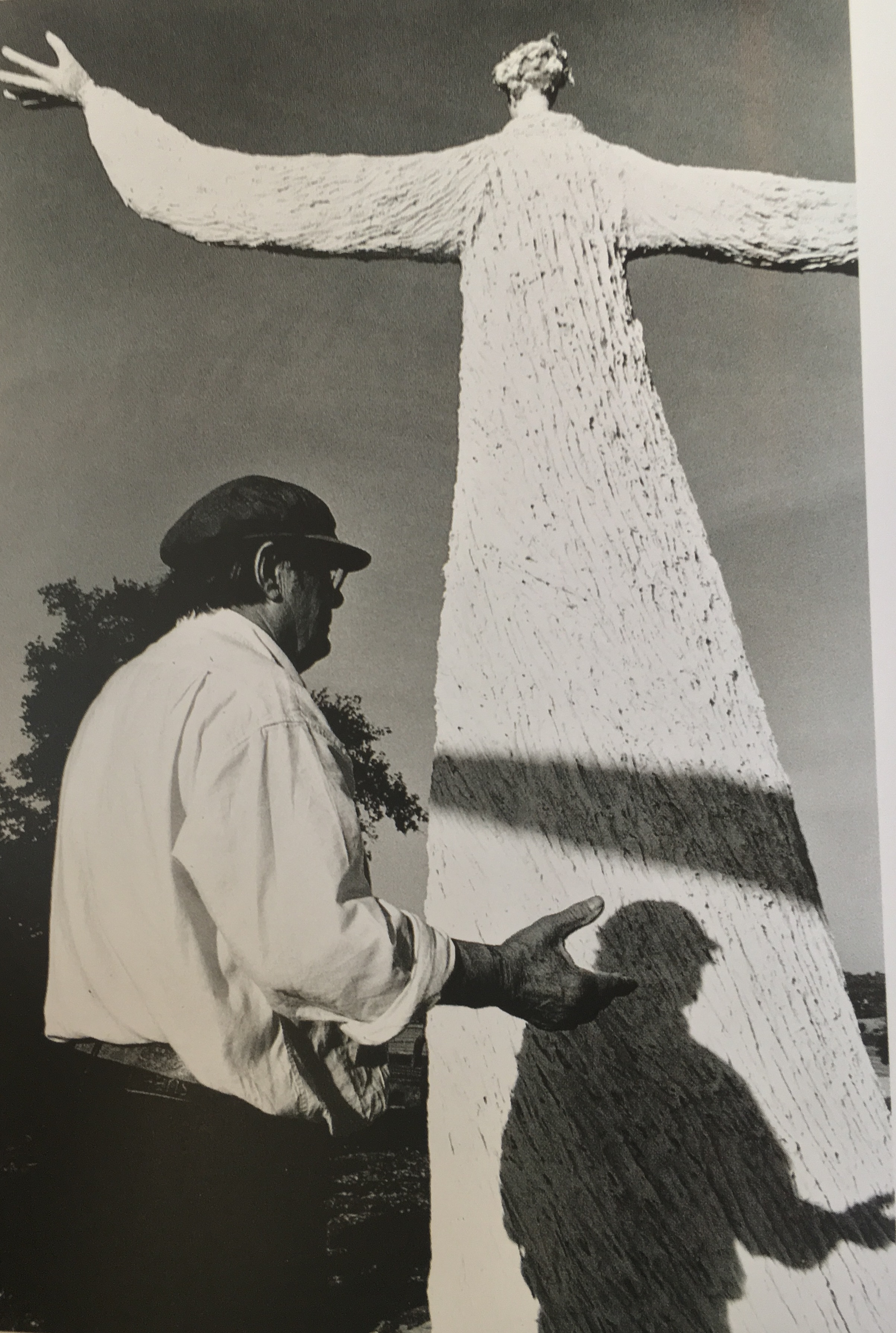
Mémorial pour la paix (1997), résine, parc-cimetière d'Oasa.

### Publication
- De terre et de bronze, photographies de Philippe Schaff, Shirine Éditions, 1998, 271 p.  (ISBN 978-2913267015).

## Récompenses
- 1951 : prix Fénéon remis par Louis Aragon pour le portrait d'un ami et celui d'une jeune fille de son pays.
- 1953 : prix national décerné par l'École des beaux-arts de Paris.

## Distinctions
Louis Derbré est nommé officier de l'ordre des Arts et des Lettres, en 1986, chevalier de l'ordre national du Mérite, en 1992, chevalier de l'ordre national de la Légion d'honneur, en 1998
.

### Émission de radio
- Radioscopie de Jacques Chancel sur France Inter, 1981[Quand ?].